# Stary Wielisław (przystanek kolejowy)
Stary Wielisław – przystanek kolejowy w Starym Wielisławiu, w powiecie kłodzkim, w województwie dolnośląskim.

## Ruch pasażerski
| Rok  | Wymiana pasażerska na dobę |
| ---- | -------------------------- |
| 2017 | 10-19                      |
| 2022 | 0-9                        |

Od 13 grudnia 2020 przystanek na żądanie.

## Lokalizacja
Przystanek kolejowy położony na linii kolejowej z Kłodzka do Kudowy Zdroju. Znajduje się na niezelektryfikowanej trasie o znaczeniu lokalnym, w Starym Wielisławiu.

## Historia
W latach 70. XIX w. doprowadzono linię kolejową z Wałbrzycha i Wrocławia do Kłodzka. Następnie przystąpiono do planowania nowych odcinków, mających połączyć stolicę regionu z kurortami, położonymi na zachodzie powiatu kłodzkiego. Pierwszy fragment linii do Szczytnej wybudowano w latach 1886–1890. W tym czasie zdecydowano się postawić na terenie wsi Stary Wielisław dwa przystanki kolejowe. Jednym z nich była stacja Stary Wielisław (Altwilmsdorf). Ruch kolejowy przez przystanek został uruchomiony 15 grudnia 1890. Budynek stacji został wybudowany w 1906. Posiadał on pomieszczenia dla pracowników, kasę i poczekalnię.
Po II wojnie światowej i przejęciu Ziemi Kłodzkiej przez Polskę przemianowano przystanek na Wielisław Stary, a następnie na Stary Wielisław.
W przeszłości na przystanku znajdowała się murowany budynek, która została zburzony. Budynek pełnił rolę poczekalni, a w przeszłości w budynku znajdowała się również kasa biletowa.

Od grudnia 2020 przystanek na żądanie.